# Friedrich Koenig

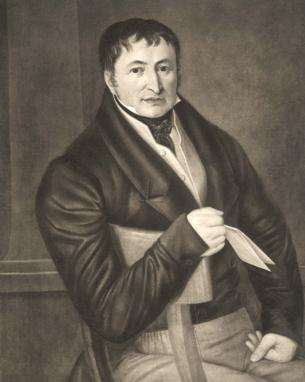
Friedrich Koenig

Friedrich Gottlob Koenig (17 tháng 4 năm 1774 ở Eisleben – 17 tháng 1 năm 1833) là một nhà phát minh người Đức, nổi tiếng vì sáng chế của máy in, được chế tạo cùng với người chế tạo đồng hồ Andreas Friedrich Bauer.
Ông đã chuyển đến London năm 1806 và năm 1811 đã được cấp bằng sáng chế máy in của mình, máy này đã được sẵn sàng cho sử dụng lần cuối vào tháng 12 năm 1812. Máy này đã được đặt trong xưởng của họ và họ đã gửi lời mời cho các khách hàng tiềm năng, đáng chú ý là John Walter của The Times. Trong quá trình giữ kính máy mới này, do sợ làm đảo lộn công ăn việc làm của các thợ in, các bản in thử đã được tiến hành với thành công lớn. Bản in đầu tiên của The Times bằng máy in này được xuất bản ngày 29 tháng 11 năm 1814.
Năm 1817, Koenig trở về Đức. Sau khi cân nhắc, ông chọn một tu viện bị bỏ hoang ở Würzburg làm nhà xưởng. Hãng này đã được gọi là Koenig & Bauer.